# Мухаммед Реза Шаджарян
Мухаммед-Реза Шаджариан (перс. محمدرضا شجريان‎; 23 сентября 1940 — 8 октября 2020) — иранский певец классических песен, композитор и мастер персидской музыки. Был назван величайшим маэстро персидской классической музыки. Известен также за талант в персидской каллиграфии.

## Биография

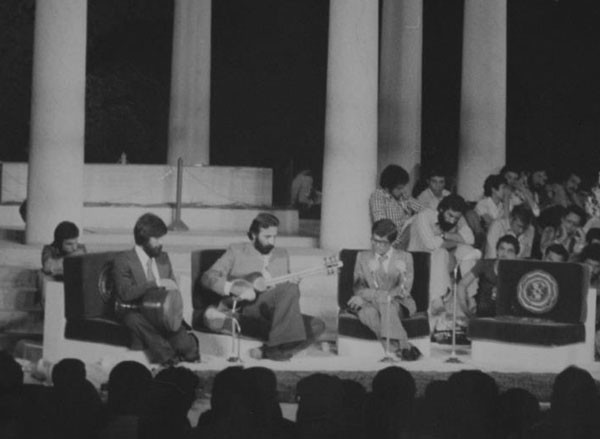
1970-е на фестивале в Ширазе

Родился в Мешхеде. Начал петь (цитировать Коран) в возрасте 5 лет под руководством своего отца. В 12 лет начал изучать традиционные песнопения «радиф» без согласия семьи. Его религиозный отец не одобрял карьеру певца, поэтому Мухаммед избрал себе псевдоним «Сиаваш Бидакани», однако впоследствии вернулся к своему настоящему имени. Профессиональную карьеру начал в 1959 году на радио Хорасан и достиг славы в 1960-х. После этого его приняли на должность преподавателя на Факультет искусств в Тегеранском университете. На него оказали влияние ряд известных иранских певцов. В своем интервью 2012 году он определил, что наибольшее влияние на него имел Джалил Шахназ. За жизнь Шаджариан создал 19 альбомов.

## Политические взгляды
В альбоме «Бидаад» есть слова о прекрасном месте, которое превратилось в бойню. В своем интервью в Сакраменто 2012 г. он отмечает, что выбрал эти слова, чтобы описать режим в Иране после Исламской революции. Он также потребовал прекратить трансляцию своей песни «Иран, страна надежды» на радио и телевидении, поскольку она не имеет ничего общего с ситуацией в стране.

## Награды
Получил ряд наград в том числе Медаль Моцарта ЮНЕСКО (2006), французский Орден «За заслуги» (2014). Номинировался на Грэмми в 2004 и 2006.